# Guido Carobbi
Guido Carobbi (Pistoia, 20 ottobre 1900 – Firenze, 16 gennaio 1983) è stato un mineralogista italiano.

## Biografia
Guido Carobbi nasce a Pistoia da Alcibiade Carobbi e Giulia Giovannini, il 20 ottobre 1900.
Laureatosi in chimica nel 1922, presso l’Università di Firenze con una tesi in chimica inorganica redatta sotto la guida del Professor Luigi Rolla, Carobbi inizierà la propria carriera accademica all'Università degli Studi di Napoli Federico II, nel 1923, come assistente alla cattedra di chimica generale retta dal Professor Ferruccio Zambonini.
Nell’amata città partenopea ricoprirà anche il ruolo di libero docente di chimica generale (dal 1927) e di professore incaricato di chimica analitica fino al 1930; anno in cui, previa vittoria di concorso, si trasferirà all’Università di Messina in qualità di professore straordinario di Mineralogia. 
Seguiranno due, più brevi, incarichi presso l’Università di Modena (dal 1932) e la prestigiosa Università di Bologna (dal 1937) che si concluderanno con il rientro a Firenze nel 1938 dove, subentrando all’Illustre Professore Piero Aloisi, rimarrà fino al pensionamento in vece di professore ordinario di Mineralogia (fino al 1970) e, successivamente, come docente fuori ruolo (1971-1975).
Proprio presso l’Università di Firenze Carobbi ricoprirà una serie di importanti ruoli istituzionali quali: Direttore del Museo di Mineralogia (dal 1938 al 1975), Consigliere di Amministrazione (1950- 1970), Prorettore (1956-1963) nonché Preside, prima, della Facoltà di Farmacia (1961-1963) e, poi, della Facoltà di Scienze Matematiche, Fisiche e Naturali (1963 al 1968), di cui sarà per altro Decano nel biennio 1970-1971.
In questa veste numerose saranno, le criticità che verrà chiamato a risolvere: in primo luogo l’adeguamento dei locali dei laboratori, troppo obsoleti, ristretti e mal distribuiti per adattarsi alle moderne esigenze della ricerca. A ciò si aggiungerà anche l’onere di salvaguardia del patrimonio scientifico del museo in occasione dell’ingresso, a Firenze, delle truppe alleate nel 1944 e dell’esondazione dell’Arno del 1966.
Parallelamente alla carriera universitaria Carobbi sarà, inoltre, direttore di una scuola di Geochimica e Chimica dei Minerali appoggiata al Centro di Studi del CNR, preside della Società mineralogica italiana (1952-1954), oltre che socio Corrispondente e Nazionale dell'Accademia dei Lincei (dal 1949), dell’Accademia Nazionale delle Scienze detta dei XL (dal 1959), dell'Istituto di studi etruschi e di numerose altre accademie quali l’(Accademia Pontaniana di Napoli, l’Accademia Peloritana di Messina, l’Accademia di scienze, lettere e arti di Modena, l’Accademia toscana di scienze e lettere La Colombaria, l’Accademia delle scienze di Torino).
A livello internazionale, infine, assolverà ai ruoli di “fellow” della Mineralogical Society of America e di corrispondente dell’Osterreichische Akademie der Wissenschaften.
Insignito, il 2 giugno del 1962, della Medaglia d’oro ai benemeriti della scuola della cultura e dell'arte, morirà a Firenze il 16 gennaio 1983 lasciando la moglie e due figlie.

## Attività scientifica
Le circa centoventi pubblicazioni, risultato di una prolifica attività di ricerca portata avanti per oltre mezzo secolo, testimoniano la poliedricità del Carobbi che, partendo da una formazione chimica, si interesserà di varie branche della mineralogia e della geochimica.

### Primi lavori
Inserendosi in un più ampio progetto, capeggiato dal maestro Ferruccio Zambonini, Carobbi si concentrerà, in un primo momento, sullo studio delle Terre rare.
Lo scopo primario del periodo napoletano nella prima metà del 1920 è l’identificazione di possibili protocolli di separazione delle suddette terre rare, partendo da una numerosa serie di sali doppi preparati in laboratorio: carbonati/nitrati/solfati/cromati/tungstati/molibdati caratterizzati dal doppio catione terra rara + secondo elemento (tipicamente metallo alcalino). Gli esperimenti portati avanti, forniranno promettenti risultati di separazione per cristallizzazione frazionata, oltre che una notevole quantità di dati utili per la conoscenza della chimica delle terre rare.
In un secondo momento Carobbi, avvicinandosi maggiormente alla mineralogia e alla neonata diffrazione a raggi X, si focalizzerà sullo studio del meccanismo alla base delle sostituzioni isomorfogene allo stato solido delle coppie Na-Ca e Si-Al nei plagioclasi, verificando la correlazione tra tale fenomeno e i raggi ionici delle specie chimiche coinvolte, secondo l’ipotesi già avanzata da Zambonini nel 1922.
Essendo tra i principali minerali di estrazione delle terre rare, le Apatiti saranno il primo gruppo sintetizzato e studiato in laboratorio; l’approfondimento dei termini a piombo (Piromorfiti), in particolare, permetterà di chiarire il fenomeno di sostituzione isomorfogena tra piombo e terre rare (con particolare preferenza verso il gruppo dei lantanoidi). Le ricerche verranno poi ampliate a diverse coppie di cationi: Mg-Be, Mo-Tl, U-Ca, Hg-Fe.

### I sublimati vulcanici e la Geochimica
Di natura più prettamente mineralogica saranno, invece, gli studi sistematici che Carobbi porterà avanti sulle esalazioni vulcaniche delle fumarole di Vulcano e Vesuvio e che condurranno alla scoperta di ben sette nuovi minerali (Cannizzarite, Manganolangbeinite, Mercallite, Matteuccite, Mitscherlichite, Malladrite e Ferruccite), oltre che al rinvenimento dell’Avogadrite pura, finora nota solo nella varietà cesifera.
Su questa base si imposterà anche il filone di ricerca caratterizzante tutto il periodo del dopoguerra: partendo dallo studio della composizione chimica di alcuni minerali (Scheelite, Ortite, Piromorfite ecc.), la scuola del Carobbi si specializzerà ben presto sull’individuazione dei costituenti minoritari nelle rocce e sulla loro genesi. 

### Dopo gli Anni Cinquanta
L’attività fiorentina a partire dagli anni Cinquanta, infine, sarà caratterizzata da un progressivo allontanamento dalla ricerca sperimentale a causa dei sempre più incalzanti impegni accademici. 
Si tratterà comunque di un periodo fruttuoso dal punto di vista della produzione scritta come testimoniato dalle numerose pubblicazioni (di carattere sia chimico-mineralogico che economico politico) e dai circa 5.340 estratti ed opuscoli donati all’Università e attualmente costituenti la miscellanea personale del Carobbi (ed allievi) consultabile presso la sede di Geomineralogia della Biblioteca di Scienze, Università degli Studi di Firenze.

## Pubblicazioni
Per accedere alla bibliografia completa dell'autore si rimanda alla pubblicazione: Guido Carobbi, di Antonio Scherillo, Atti della Accademia Nazionale dei Lincei. Classe di Scienze Fisiche, Matematiche e Naturali. Rendiconti, Serie 8, Vol. 76 (1984), n.4, p. 279–291.